# Mariarosa Dalla Costa
Mariarosa Dalla Costa (Treviso, 28 de abril de 1943) és una professora marxista i feminista italiana vinculada a l'autonomia obrera. Al costat de Selma James va liderar a principis dels anys 1970 el debat al voltant del treball domèstic i la seva retribució, sobre la família com a centre de producció i sobre la dona com a reproductora de la força de treball.

## Trajectòria
Es va llicenciar el 1967 en Jurisprudència amb una tesi de Filosofia del Dret amb el professor Enrico Opocher, i més tard va col·laborar amb el filòsof Antonio Negri. És professora a la Facultat de Ciències Polítiques de la Universitat de Pàdua.
El seu llibre Potere femminile i sovversione sociale, que inclou el text de Selma James Il posto della donna, va ser editat a Itàlia el març de 1972 i a l'octubre del mateix any es va publicar a Anglaterra. El text va encetar el «debat sobre les tasques domèstiques» en redefinir-les com a treball reproductiu necessari per al funcionament del capital, invisibilitzat, però, per la seva eliminació de la relació salarial.
El 1972 a Pàdua, Mariarosa Dalla Costa, Selma James, Silvia Federici i Brigitte Galtier van crear el Col·lectiu Feminista Internacional per a promoure el debat sobre el treball de reproducció i de cures i coordinar-ne l'acció en diversos països. En poc temps es va crear una important xarxa internacional, Wages for housework Groups and Committees («Grups i comitès pel salari de la feina domèstica»). Membre del col·lectiu Lotta Femminista, Dalla Costa va desenvolupar aquesta anàlisi com una crítica immanent de l'operaisme italià.
Ha dedicat la seva carrera a l'estudi de la situació femenina en el desenvolupament capitalista, conjugant aquests estudis amb la investigació sobre les condicions ecològiques de sostenibilitat de la planeta.
Segons la filòsofa María José Guerra Palmero, per a Dalla Costa el moviment que defensa la igualtat entre gèneres és l'assoliment d«un nou tipus de desenvolupament en el qual la reproducció humana no estigui construïda sobre un insostenible sacrifici de les dones com a part d'una estructura que només contempla el temps de treball dins d'una intolerable jerarquia sexual».

## Obra publicada
- The Power of Women and the Subversion of the Community (amb Selma James), Bristol: Falling Wall Press, 1972.[7]
- Isterectomia. Il problema sociale di un abuso contro le donne (1998).
- Women, Development, and Labor of Reproduction: Struggles and Movements, Africa World Press, 1999.
- Gynocide: Hysterectomy, Capitalist Patriarchy and the Medical Abuse of Women (editora), Brooklyn: Autonomedia, 2007
- Family, Welfare, and the State: entre Progressivism and the New Deal (amb Silvia Federici, 2015).
- Paying the Price: Women and the Politics of International Economic Strategy (editora).